# Edmund Casimir Szoka

Kardinalswappen von Edmund Casimir Szoka als Kurienkardinal

Edmund Casimir Kardinal Szoka (* 14. September 1927 in Grand Rapids, Michigan; † 20. August 2014 in Novi, Michigan) war Erzbischof von Detroit sowie Kurienkardinal der römisch-katholischen Kirche. Als Präsident des Governatorats der Vatikanstadt war er von 2001 bis 2006 Regierungschef der Vatikanstadt.

## Leben
Edmund Casimir Szoka war der Sohn von Kazimierz und Maria geb. Wolgat, die aus Polen in die USA eingewandert waren. Er studierte an den Seminaren in St. Joseph in Grand Rapids, am Herz-Jesu-Priesterseminar in Detroit sowie am Diözesanpriesterseminar St. John in Plymouth. Die Priesterweihe empfing er am 5. Juni 1954 durch den Bischof von Marquette, Thomas Noa. 1955 ernannte ihn Bischof Noa zu seinem persönlichen Sekretär. Er war Kaplan und Sekretär des Bischofs von Saginaw sowie Kaplan des örtlichen Luftwaffenstützpunktes. Von 1957 bis 1959 studierte Szoka Kanonisches Recht an der Päpstlichen Universität Urbaniana in Rom. Er war Generalvikar und Kanzler des Bistums Marquette. Papst Paul VI. verlieh ihm am 14. November 1963 den Ehrentitel Hausprälat Seiner Heiligkeit.
Am 11. Juni 1971 ernannte ihn Papst Paul VI. zum Bischof von Gaylord. Die Bischofsweihe spendete ihm am 20. Juli 1971 der Erzbischof von Detroit, John Francis Kardinal Dearden. Am 11. März 1981 wurde Szoka von Papst Johannes Paul II. zum Erzbischof von Detroit ernannt. Er nahm an vielen Sitzungen der Weltbischofssynode teil. Am 28. Juni 1988 nahm ihn Johannes Paul II. als Kardinalpriester mit der Titelkirche Santi Andrea e Gregorio al Monte Celio in das Kardinalskollegium auf.
Die Leitung der Erzdiözese Detroit legt er 1990 nieder, nachdem ihn Johannes Paul II. am 28. April 1990 als Präsidenten der Präfektur für die ökonomischen Angelegenheiten des Heiligen Stuhls in die Kurie nach Rom berufen hatte. Am 14. Oktober 1997 ernannte ihn dieser zum Präsidenten der Päpstlichen Kommission für den Staat Vatikanstadt und am 22. Februar 2001 zusätzlich zum Präsidenten des Governatorats der Vatikanstadt, dem Exekutivorgan im politischen System des Vatikanstaates.
Er nahm am Konklave zur Wahl von Benedikt XVI. teil. Dieser bestätigte ihn zunächst im Amt und nahm am 22. Juni 2006 sein altersbedingtes Rücktrittsgesuch mit Wirkung zum 15. September 2006 an.

## Mitgliedschaften in der römischen Kurie
Edmund Casimir Kardinal Szoka war Mitglied der folgenden Kongregationen der römischen Kurie:
- Staatssekretariat (zweite Sektion) (bis 2007)
- Kongregation für die Selig- und Heiligsprechungsprozesse (bis 2007)
- Kongregation für die Bischöfe (bis 2007)
- Kongregation für die Evangelisierung der Völker (bis 2007)
- Kongregation für den Klerus (bis 2007)
- Kongregation für die Institute geweihten Lebens und für die Gesellschaften apostolischen Lebens (bis 2007)

## Ehrungen
- 2005: Großkreuz des Verdienstordens der Italienischen Republik